# Uniontown (Alabama)
Uniontown – miasto w Stanach Zjednoczonych, w stanie Alabama, w hrabstwie Perry. W roku 2023 miasto zamieszkiwały 1963 osoby, a gęstość zaludnienia wynosiła 560,9 osoby/km².